# Орора (Міннесота)
Орора (англ. Aurora) — місто (англ. city) в США, в окрузі Сент-Луїс штату Міннесота. Населення — 1678 осіб (2020).

## Географія
Орора розташована за координатами 47°31′52″ пн. ш. 92°14′27″ зх. д. / 47.53111° пн. ш. 92.24083° зх. д. (47.531228, -92.240939).  За даними Бюро перепису населення США в 2010 році місто мало площу 10,01 км², з яких 9,69 км² — суходіл та 0,32 км² — водойми.

## Демографія
Згідно з переписом 2010 року, у місті мешкали 1682 особи в 777 домогосподарствах у складі 438 родин. Густота населення становила 168 осіб/км².  Було 887 помешкань (89/км²).
Расовий склад населення:
| - 98,2 % — білих - 0,5 % — корінних американців - 0,2 % — чорних або афроамериканців - 0,1 % — азіатів |

До двох чи більше рас належало 1,0 %. Частка іспаномовних становила 0,5 % від усіх жителів.
За віковим діапазоном населення розподілялося таким чином: 19,3 % — особи молодші 18 років, 56,3 % — особи у віці 18—64 років, 24,4 % — особи у віці 65 років та старші. Медіана віку мешканця становила 48,4 року. На 100 осіб жіночої статі у місті припадало 95,8 чоловіків;  на 100 жінок у віці від 18 років та старших — 91,9 чоловіків також старших 18 років.
Середній дохід на одне домашнє господарство  становив 47 298 доларів США (медіана — 41 530), а середній дохід на одну сім'ю — 56 106 доларів (медіана — 44 744). Медіана доходів становила 46 131 долар для чоловіків та 24 375 доларів для жінок. За межею бідності перебувало 16,2 % осіб, у тому числі 18,3 % дітей у віці до 18 років та 9,2 % осіб у віці 65 років та старших.
Цивільне працевлаштоване населення становило 683 особи. Основні галузі зайнятості: освіта, охорона здоров'я та соціальна допомога — 21,7 %, мистецтво, розваги та відпочинок — 13,0 %, роздрібна торгівля — 12,4 %.